# Century Hotel
Century Hotel is een Canadese dramafilm uit 2001, geregisseerd door David Weaver en geproduceerd door Victoria Hirst. De hoofdrollen worden vertolkt door Joel Bissonnette, Lindy Booth en Albert Chung.

## Verhaal
Century Hotel is het verhaal over wat er zich in een hotelkamer 720 afspeelt. Het zijn 7 verhalen die allemaal iets te maken hebben met hotelkamer 720.

## Rolbezetting
| Acteur            | Personage        |
| ----------------- | ---------------- |
| Joel Bissonnette  | Danny            |
| Lindy Booth       | Supergirl/Sylvia |
| Albert Chung      | Cheung           |
| Colm Feore        | Sebastian        |
| David Hewlett     | Michael          |
| Sandrine Holt     | Jin              |
| Noam Jenkins      | Jonge Salvatore  |
| Marvin Kaye       | Hotel Manager    |
| Janet Kidder      | Beth             |
| Mia Kirshner      | Dominique        |
| Chantal Kreviazuk | Mary             |
| Eugene Lipinski   | George           |
| Raine Maida       | Damon Riley      |
| Jef Mallory       | Politieagent     |
| Tom McCamus       | Nicholas         |
| Michelle Nolden   | Eloise           |
| Earl Pastko       | Hotel Detective  |
| Jonathan Payne    | Rory             |
| Jeremy Ratchford  | The Nightfly     |
| Julian Richings   | Ober             |
| Aron Tager        | Oude Salvatore   |
| Russell Yuen      | Xiang            |